# RMS Lucania
El RMS Lucania fue un transatlántico británico de la compañía naviera Cunard Line, construido en los astilleros Fairfield Shipbuilding and Engineering Company en Govan, Escocia, y botado el 2 de febrero de 1893.
Idéntico en dimensiones y especificaciones a su barco gemelo, el RMS Campania, el Lucania se convirtió en el buque de pasajeros más grande y rápido del mundo cuando fue introducido en servicio, en 1893. Cruzaba el océano Atlántico en menos de seis días; y ya en su segundo viaje en 1893, se hizo con la prestigiosa Banda Azul, que premiaba la travesía más rápida a través del Atlántico, anteriormente en posesión del Campania. Mantuvo este galardón hasta 1898, cuando el recién estrenado buque alemán SS Kaiser Wilhelm der Grosse le superó en velocidad.
Fue desguazado por Thos. W. Ward después de ser dañado por un incendio en Liverpool el 14 de agosto de 1909.